# Timema
Timema é o único género da subordem Timematodea.
Diferem das outras subordens de Phasmatodea porque os seus tarsos têm três em vez de cinco segmentos.

## Espécies
- Timema bartmani
- Timema boharti
- Timema californicum
- Timema chumash
- Timema coffmani
- Timema cristinae
- Timema dorotheae
- Timema douglasi
- Timema genevievae
- Timema knulli
- Timema landelsensis
- Timema monikensis
- Timema morongensis
- Timema nakipa
- Timema nevadense
- Timema petita
- Timema podura
- Timema poppensis
- Timema ritensis
- Timema shepardi
- Timema tahoe